# Vasilije Janjičić
Vasilije Janjičić (Zürich, 2 november 1998) is een Zwitsers voetballer die doorgaans als defensieve middenvelder speelt. Hij verruilde in 2019 Hamburger SV voor FC Zürich.

## Clubcarrière
Janjičić speelde in de jeugd van FC Zürich. Hij debuteerde op 25 juni 2016 in het betaald voetbal. Hij viel die dag in de 84e minuut in tijdens de wedstrijd tegen FC Winterthur. Op 4 april 2017 maakt hij zijn debuut in de Bundesliga. In de met 3-0 verloren wedstrijd bij Borussia Dortmund verving hij in de 83 minuut de geblesseerde Albin Ekdal. Op 7 mei 2017 maakte hij zijn basisdebuut, thuis tegen FSV Mainz 05. De wedstrijd eindigde in 0-0 en Janjičić speelde de volle wedstrijd uit. In het seizoen 2019/20 en 2020/21 miste hij door kankerbehandeling een groot deel van het seizoen.

## Statistieken
| Seizoen         | Club            | Land                 | Competitie       | Competitie | Competitie | Beker | Beker | Europees | Europees | Totaal | Totaal |
| Seizoen         | Club            | Land                 | Competitie       | Wed.       | Dlp.       | Wed.  | Dlp.  | Wed.     | Dlp.     | Wed.   | Dlp.   |
| --------------- | --------------- | -------------------- | ---------------- | ---------- | ---------- | ----- | ----- | -------- | -------- | ------ | ------ |
| 2016/17         | FC Zürich       | Vlag van Zwitserland | Challenge League | 1          | 0          | 0     | 0     | ―        | ―        | 1      | 0      |
| 2016/17         | Hamburger SV    | Vlag van Duitsland   | Bundesliga       | 4          | 0          | 0     | 0     | ―        | ―        | 4      | 0      |
| 2017/18         | Hamburger SV    | Vlag van Duitsland   | Bundesliga       | 7          | 0          | 0     | 0     | ―        | ―        | 7      | 0      |
| 2018/19         | Hamburger SV    | Vlag van Duitsland   | 2. Bundesliga    | 22         | 0          | 5     | 0     | ―        | ―        | 27     | 0      |
| 2019/20         | FC Zürich       | Vlag van Zwitserland | Super League     | 12         | 0          | 2     | 0     | ―        | ―        | 14     | 0      |
| 2020/21         | FC Zürich       | Vlag van Zwitserland | Super League     | 0          | 0          | 0     | 0     | ―        | ―        | 0      | 0      |
| Carrière totaal | Carrière totaal | Carrière totaal      | Carrière totaal  | 46         | 0          | 7     | 0     | 0        | 0        | 53     | 0      |

## Interlandcarrière
Janjičić maakte deel uit van verschillende Zwitserse nationale jeugdelftallen.

## Ongeval
In februari 2018 veroorzaakte Janjičić een auto-ongeluk in de Elbtunnel, terwijl hij onder invloed was van alcohol en niet in het bezit was van een geldig rijbewijs.
1 Kostadinović ·
2 Kamberi ·
3 Guerrero ·
4 Omeragić ·
6 Aliti ·
7 Krasniqi ·
8 Janjičić ·
9 Ceesay ·
10 Marchesano ·
11 Koide ·
14 Buschman-Dormond ·
15 Aiyegun ·
16 Hornschuh ·
17 Reichmuth ·
18 Kramer ·
19 Boranijašević ·
20 Doumbia ·
21 Džemaili ·
22 Gnonto ·
23 Rohner ·
24 Ćorić ·
25 Brecher  ·
26 Khelifi ·
29 Pollero ·
31 Kryeziu ·
33 Seiler ·
34 De Nitti ·
36 Frei ·
39 Gogia ·
42 Wallner ·
78 Leitner ·
Coach: Breitenreiter